# Alejandro Speitzer
Alejandro Sánchez Speitzer est un acteur mexicain, né le 21 janvier 1995 à Culiacán (Sinaloa).

## Biographie
Alejandro Speitzer est né à Culiacán en Sinaloa. Il a des ancêtres espagnols et allemands. Il a un frère Carlos Speitzer, également acteur.
En octobre 2019, Alejandro se met en couple avec l'actrice espagnole Ester Expósito, son partenaire dans la série Quelqu'un doit mourir. Ils se séparent courant juillet 2021. En 2022, il se met en couple avec le mannequin vénézuélien Shannon De Lima,,,,,.

## Filmographie

### Longs métrages
- 2017 : Me gusta, pero me asusta de Beto Gómez : Brayan Rodríguez
- 2018 : Champions (Campeones) de Javier Fesser : Mario

Prochainement
- 2021 : Me encanta pero me espanta de Beto Gómez

### Séries télévisées
- 2000 : Rayito de luz : Rayito / Juan de Luz « Rayito » (4 épisodes)
- 2001 : Aventuras en el tiempo : Ernesto « Neto » del Huerto  (89 épisodes)
- 2001-2005 : Mujer, casos de la vida real (6 épisodes)
- 2002 : Cómplices al rescate : Felipe « Pipe » Olmos (29 épisodes)
- 2004 : Amy, la niña de la mochila azul : Antolín « Tolín » (saison 1, épisode 15)
- 2004 : Misión SOS : Chale Chale (saison 1, épisode 1)
- 2007 : Bajo las riendas del amor : Antonio « Toñito » Linares (saison 1, épisode 1)
- 2008-2012 : La rosa de Guadalupe (8 épisodes)
- 2009 : Atrévete a soñar : Raymundo (5 épisodes)
- 2011-2012 : Esperanza del corazón : Diego Duprís Landa (144 épisodes)
- 2011-2014 : Como dice el dicho (5 épisodes)
- 2013 : Mentir para vivir : Sebastián Sánchez Bretón (70 épisodes)
- 2015 : El Dandy : Serch (saison 1, épisode 1)
- 2015-2016 : Bajo el mismo cielo : Luis Martínez (120 épisodes)
- 2016 : El Chema : Don Ricardo Almenar Paiva, jeune (saison 1, épisode 5 : Infancia turbulenta))
- 2017 : Guerra de ídolos : Nicolás Zabala (62 épisodes)
- 2017 : Milagros de Navidad : Randolfo « Randy » Méndez (saison 1, épisode 1 : Adiós soledad)
- 2016-2018 : Señora Acero : Juan Pablo Franco (29 épisodes)
- 2018-2020 : Enemigo íntimo : Luis Rendón « El Berebere » (64 épisodes)
- 2019 : La Reine du sud (La reina del sur) : Ray Dávila (38 épisodes)
- 2019 : El Club : Pablo (25 épisodes)
- 2020 : Quelqu'un doit mourir (Alguien tiene que morir) : Gabino Falcón (3 épisodes)
- 2020-2021 : Sombre désir (Oscuro deseo) : Darío Guerra (19 épisodes)

## Théâtre
- 2012 : Aladino y la lámpara maravillosa : Aladino[8]
- 2012 : La Bella Durmiente, El Musical : Príncipe Felipe[9]
- 2013 : Vaselina : Danny Zuko/Kiko[10]